# Gapik

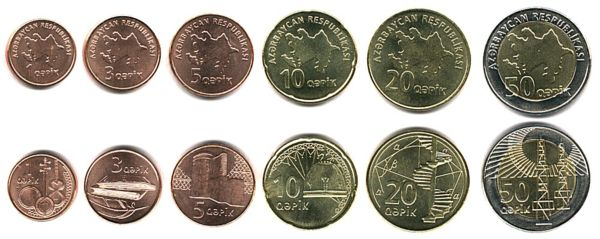
Awersy i rewersy monet 1, 3, 5, 20 i 50 gapików

Gapik, Kapik, Gepik (az. qəpik od rosyjskiej kopiejki) – moneta zdawkowa używana od roku 1992 w Azerbejdżanie, stanowiąca 1/100 część manata azerbejdżańskiego. Pierwotnie wybijano monety 5, 10, 20 i 50 gapików, jednak szybko uległy one dewaluacji. Po reformie monetarnej z 2006 roku w obiegu są monety 1, 3, 5, 10, 20 i 50 gapików: wykonane są ze stali pokrytej miedzią (1, 3 i 5 gapików), stali pokrytej mosiądzem (10 i 20 gapików) albo dwukolorowe (50 gapików).